# علم مقدونيا الشمالية

علم الجمهورية 1992-1995

علم جمهورية مقدونيا اليوغوسلافية السابقة مكون من شمس صفراء (دائرة في وسط العلم مع 8 أشعة صفراء صادرة من الدائرة) على أرضية حمراء. تبني العلم عام 1995 بعد أزمة مع جارتها الجنوبية اليونان حيث ضغطت اليونان اقتصاديا لتغيير العلم القديم المكون من شمس عذراء. الأحمر والأصفر كانتا مستعملتان تاريخيا في درع البلاد، أما الشمس ذو 8 أذرع ترمز لشمس العهد الجديد المشار إليها في النشيد الوطني المقدوني:"Денес над Македонија" = «اليوم فوق مقدونيا»:
اليوم فوق مقدونيا
تسطع شمسٌ جديدة للحرية
إن المقدونيون يقاتلون
من أجل حقوقهم المشروعة!

## معنى ألوان العلم
- الأحمر: يرمز إلى السماء.

- الأصفر: يرمز إلى الشمس والنار.